# 국가행위론
국가행위론(Act of state doctrine)은 일반적으로 국내재판소는 외국 국가에 의한 그 영역 내에서의 재산의 수용조치인 국가행위의 효력을 심사하지 않는다는 판례법상의 원칙을 말한다.

## 역사
19세기 영국에서 시작된 이론이다.
1897년 미국 연방대법원의 언더힐 판결(Underhill vs Hernandez, 1897)이 국가행위론의 고전적 선례이다.

## 영국
영국에서 국가행위(act of state)란 일반법 아래에서 영국왕(과 그 지시를 받은 영국 정부 공무원)이 외국에서 외국인에게 행한 불법행위에 대해, 영국 국내재판소에서 소추할 수 없는 특권을 의미한다.

## 같이 보기
- 국제예양